# Coppa Italia di Serie A2 2019-2020 (calcio a 5 femminile)
La Coppa Italia di Serie A2 2019-2020 è stata la 3ª edizione della manifestazione riservata alle formazioni di Serie A2 di calcio a 5. La competizione si sarebbe dovuta giocare dal 19 gennaio al 15 marzo 2020, ma è stata interrotta dalla pandemia di COVID-19 del 2020, annullando così l'assegnazione del titolo. 

## Formula
Alla competizione hanno preso parte le prime quattro classificate di ogni girone del campionato. Il torneo si articola in due turni preliminari e la final four. Al primo turno accedono le 16 squadre classificatesi alle prime quattro posizioni dei rispettivi gironi del campionato nazionale di Serie A2, che vengono divise in 2 accoppiamenti seguendo i gironi di campionato, accedono al turno successivo le vincenti dei rispettivi incontri che si affrontano a loro volta nel secondo turno, decretando così le quattro squadre partecipanti alla final four in sede unica. In caso di parità, si giocano due tempi supplementari di 5 minuti ciascuno. Qualora anche al termine di questi le squadre risultino in parità, si procede all'effettuazione dei tiri di rigore. Le modalità di svolgimento della final four verranno specificate da un successivo comunicato ufficiale.

## Squadre qualificate
Alla corrente edizione partecipano le quattro squadre meglio classificate in ognuno dei gironi al termine del girone di andata.
| Girone A | Girone A        | Girone B | Girone B             | Girone C | Girone C        | Girone D | Girone D           |
| 1        | Granzette       | 1        | Città di Capena      | 1        | Coppa d'Oro     | 1        | DF Fasano          |
| 2        | Città di Thiene | 2        | Francavilla          | 2        | Virtus Ciampino | 2        | Molfetta           |
| 3        | Noalese         | 3        | Virtus Romagna       | 3        | Napoli          | 3        | Royal Team Lamezia |
| 4        | Audace Verona   | 4        | Atletico Chiaravalle | 4        | Vis Fondi       | 4        | Venus Lauria       |

## Primo turno
Il primo turno, in programma il 19 gennaio 2020, prevede due accoppiamenti per ogni girone da disputarsi in gara unica. La composizione degli accoppiamenti è stata definita tramite sorteggio.
| Squadra 1       | Risultato       | Squadra 2            |
| --------------- | --------------- | -------------------- |
| Granzette       | 2 - 7           | Audace Verona        |
| Città di Thiene | 1 - 2           | Noalese              |
| Città di Capena | 4 - 1           | Atletico Chiaravalle |
| Francavilla     | 3 - 2           | Virtus Romagna       |
| Coppa d'Oro     | 3 - 3 (1-3 dtr) | Vis Fondi            |
| Virtus Ciampino | 3 - 5           | Napoli               |
| DF Fasano       | 8 - 1           | Venus Lauria         |
| Molfetta        | 3 - 1           | Royal Team Lamezia   |

## Secondo turno
Il secondo turno, in programma il 2 febbraio 2020, prevede un accoppiamento per ogni girone da disputarsi in gara unica. La squadra di casa è determinata tramite sorteggio.
| Squadra 1       | Risultato   | Squadra 2     |
| --------------- | ----------- | ------------- |
| Noalese         | 5 - 8       | Audace Verona |
| Città di Capena | 3 - 1       | Francavilla   |
| Napoli          | 2 - 1       | Vis Fondi     |
| DF Fasano       | 1 - 2 (dts) | Molfetta      |

## Fase finale
La final four si sarebbe dovuta svolgere il 13 e il 14 marzo 2020 in sede unica.

### Tabellone
|  | Semifinali | Semifinali | Semifinali |  |  | Finale | Finale | Finale |  |
|  |            |            |            |  |  |        |        |        |  |
|  |            |            |            |  |  |        |        |        |  |
|  |            |            |            |  |  |        |        |        |  |
|  |            |            |            |  |  |        |        |        |  |
|  |            |            |            |  |  |        |        |        |  |
|  |            |            |            |  |  |        |        |        |  |
|  |            |            |            |  |  |        |        |        |  |
|  |            |            |            |  |  |        |        |        |  |
|  |            |            |            |  |  |        |        |        |  |
|  |            |            |            |  |  |        |        |        |  |

### Semifinali
| 14 marzo 2020, ore CET |  | – |  |  |

| 14 marzo 2020, ore CET |  | – |  |  |

### Finale
| 15 marzo 2020, ore CET |  | – |  |  |